# Planetare Grenzen

Visuelle Darstellung, in welchem Umfang die planetaren Grenzen ausgeschöpft oder überschritten sind, nach Richardson et al. (2023)

Planetare Grenzen (auch planetarische Grenzen oder Belastungsgrenzen der Erde; englisch planetary boundaries) sind ökologische Grenzen der Erde, deren Überschreitung die Stabilität des Ökosystems der Erde und damit das Vorankommen der Menschheit gefährdet. Derzeit werden zumeist neun planetare Grenzen diskutiert, die einen sicheren Handlungsspielraum für die Menschheit festlegen sollen. Davon sind bereits sechs überschritten und beim gegenwärtigen Trend wird eine umfassende Verschlechterung angenommen.
Das Konzept der planetaren Grenzen reiht sich in die Zukunftsszenarien bezüglich der globalen Umweltveränderungen ein. Es wurde ursprünglich von einer 29-köpfigen Gruppe von Erdsystem- und Umweltwissenschaftlern unter Leitung von Johan Rockström (Stockholm Resilience Centre) entwickelt und 2009 erstmals veröffentlicht. Zu den Verfassern gehören unter anderem Will Steffen (Australian National University), Hans-Joachim Schellnhuber (Potsdam-Institut für Klimafolgenforschung) und der Nobelpreisträger Paul Crutzen.
Das Konzept der planetaren Grenzen liegt auch dem Hauptgutachten des WBGU von 2011 mit dem Titel Welt im Wandel – Gesellschaftsvertrag für eine Große Transformation zugrunde und ist zur Grundlage des Konzepts der Planetary Health geworden.
Zusammen mit dem gesellschaftlich notwendigen Fundament (social foundation) bilden die planetaren Grenzen den Kern des von Kate Raworth um 2017 entwickelten Konzepts der Donut-Ökonomie. Rockström selbst erweiterte die planetaren Grenzen 2023 mit weiteren Autoren zu den sogenannten „Erdsystemgrenzen“ (earth-system boundaries), die sämtliche Kriterien für eine speziesübergreifende Generationen- und Klimagerechtigkeit umfassen sollen.

## Konzept

### Hintergrund

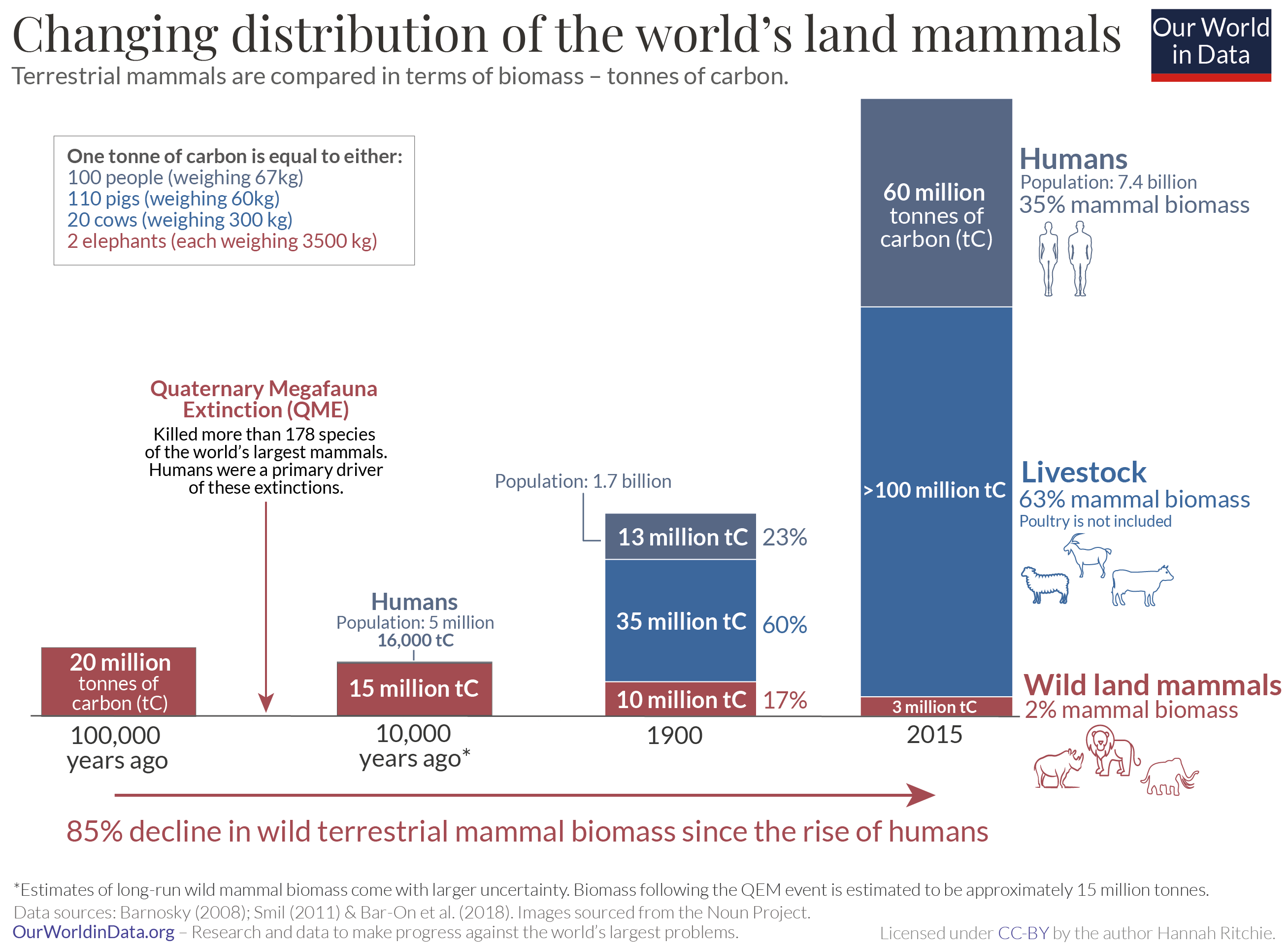
Veränderung der weltweiten Masse an Landsäugetieren von vor 100.000 Jahren bis 2015 (in Tonnen Kohlenstoff; ohne Geflügel): Der starke Anstieg der Zahl von Menschen (grau) führte dazu, dass sie allein heute ein Vielfaches dessen wiegen, was alle Wildtiere (rot) zusammen gewogen haben. Die Grafik veranschaulicht, wie der Mensch mit seinen von ihm gehaltenen Nutztieren (blau) allein durch seine Anzahl die planetaren Grenzen zu überschreiten vermag.

Bereits 1713 formulierte Hans Carl von Carlowitz in seinem Werk Sylvicultura oeconomica über die Forstwirtschaft den Begriff der Nachhaltigkeit. Als Reaktion auf lokale Umweltveränderungen entstanden erste Ansätze einer Umweltbewegung. Erst nach dem Zweiten Weltkrieg wurde hingegen begonnen, globale Umweltveränderungen und Zukunftsszenarien systematisch wissenschaftlich zu untersuchen. Im Bericht „Die Grenzen des Wachstums“ des Club of Rome wurden die Auswirkungen unbegrenzten Wirtschaftswachstums vorgestellt. Dies führte zu Konzepten wie qualitatives Wachstum, Green Economy, grünes Wachstum oder Green New Deal und andererseits zu einer ökologisch motivierten Wachstumskritik und der Entstehung einer wachstumskritischen Bewegung.
Das Konzept der planetaren Grenzen gründet in dieser Debatte um die Grenzen der Erde und des Wachstums und beruft sich auf den Begriff des Anthropozäns, wonach durch den Einfluss des Menschen auf die Erde das erdgeschichtliche Zeitalter des Holozäns seit der industriellen Revolution von einem neuen Zeitalter abgelöst sei. In den vergangenen 10.000 Jahren des Holozäns befindet sich die Erde in einem relativ stabilen Zustand und globale Schwankungen biogeochemischer und atmosphärischer Größen fanden nur in einem schmalen Rahmen statt. Seit der industriellen Revolution haben sich jedoch einige dieser Größen außerhalb der erwarteten Varianz bewegt. Dies wird auf den Einfluss der menschlichen Spezies auf die Erdsystemprozesse zurückgeführt. Daher stellt sich die Wissenschaft die Frage nach den absoluten, nicht verhandelbaren biophysikalischen Grenzen auf planetarer Ebene, deren Einhaltung den Fortbestand der derzeitigen Zivilisation sichert und schwerwiegende globale Umweltveränderungen verhindert. Hierfür wurden, ähnlich wie bereits durch den Wissenschaftlichen Beirat der Bundesregierung Globale Umweltveränderungen (WBGU) ab 1994 mit dem Begriff der planetarischen Leitplanken, bestehende Forschungsergebnisse aus den Erdsystemwissenschaften zusammengetragen und unter dem Begriff der planetaren Grenzen zusammengefasst.

### Forschungsgeschichte

Planetare Grenzen: Zustand, wie er in der Erstveröffentlichung des Konzepts 2009 und in den Aktualisierungen 2015 und 2023 bewertet wurde

Im Jahr 2009 veröffentlichte eine Gruppe von Wissenschaftlern aus den Bereichen Erdsystem- und Umweltwissenschaften eine erste Übersicht über die Grenzen der Ökosystemdienstleistungen. In der 29-köpfigen Forschungsgruppe waren neben Johan Rockström und Will Steffen unter anderem auch der Nobelpreisträger Paul Crutzen und der Vorsitzende des wissenschaftlichen Beirats der Bundesregierung Globale Umweltveränderungen (WBGU) Hans Joachim Schellnhuber beteiligt. Eine Kurzfassung wurde im September 2009 in der Fachzeitschrift Nature veröffentlicht. Dabei ermittelten sie neun planetare Grenzen, von denen jede unabdingbar für die zukünftige Entwicklung der menschlichen Spezies ist (“within which humanity can continue to develop and thrive for generations to come”). Weiterhin ermittelten sie die quantitativen Grenzen für sieben der neun Bereiche und gaben eine Abschätzung, wie weit diese schon ausgereizt sind. Dabei wurde festgestellt, dass drei Grenzen bereits zum Zeitpunkt der ersten Veröffentlichung überschritten waren.
Im Januar 2015 wurde ein aktualisierter Bericht in der Fachzeitschrift Science veröffentlicht. In diesem wurden die planetaren Grenzen teilweise überarbeitet und um aktuelle Daten ergänzt. Für die Grenzen der Stickstoff- und Phosphorkreisläufe, Land- und Süßwassernutzung wählten sie eine zweistufige Herangehensweise: von regionalen zu globalen Grenzen. Damit sollte der Heterogenität der Prozesse auf regionaler Ebene wie auch den Wechselbeziehungen zwischen regionalen und globalen Veränderungen Rechnung getragen werden. Der Bericht wurde 2015 im Rahmen des Weltwirtschaftsforums in Davos vorgestellt.
Die zweite Aktualisierung im Jahr 2023 legte erstmals für alle neun betrachteten Prozesse Grenzwerte fest. Zwei weitere Grenzen wurden als überschritten bewertet: Die erstmals quantifizierte Grenze bei der Einbringung neuartiger Stoffe wurde als übertreten eingestuft. Für Süßwasser, das zuvor in einer einzigen Größe als Oberflächen- und Grundwasser definiert war, wurde eine Unterscheidung eingeführt nach (grünem) Wasser, das in Böden und Pflanzen enthalten ist und (blauem) Wasser der Flüsse und Seen. Beide Werte wurden ebenfalls als verletzt eingestuft. Damit sind sechs der neun Grenzen überschritten.
Die 2024 veröffentlichte Übersichtsarbeit Planetary Boundaries guide humanity’s future on Earth fasst die Entwicklung von Kontrollvariablen und Grenzwerten über die drei Versionen des Konzeptes hinweg tabellarisch zusammen.

## Die planetaren Grenzen

### Beschreibung
Die planetaren Grenzen sollen einen „sicheren Handlungsspielraum“ für die Menschheit auf der Erde festlegen. Dazu wurden Systeme und Prozesse identifiziert, die für die Stabilität und Widerstandsfähigkeit des Gesamtsystems Erde essentiell sind. Um das Funktionieren der Systeme bzw. Prozesse zu bewerten, wurden Indikatoren gewählt. Bestimmte Grenzwerte dürfen nicht über- oder unterschritten werden, um die Resilienz der Erde als System nicht zu gefährden. Bei einigen Prozessen gibt es Kippelemente im Erdsystem, bei denen ein Überschreiten abrupte und unumkehrbare Veränderungen hervorrufen würde. Die planetaren Grenzen sind so definiert, dass nach derzeitigem Wissensstand nur eine sehr geringe Wahrscheinlichkeit besteht, Kipppunkte zu überschreiten bzw. die Widerstandsfähigkeit des Erdsystems zu überlasten.
Als planetare Grenze wird zum einen der Wert eines betrachteten Systems oder Prozesses bezeichnet, der anhand von Schwellwerten und dem Bereich substantiellen Risikos festgelegt wird und mit dessen Überschreiten die Menschheit ihren sicheren Handlungsspielraum verlässt. Zum anderen bezeichnet planetare Grenze auch oft das System oder den Prozess selbst.
Als Kerngrenzen des Konzeptes gelten der Verlust der Integrität der Biosphäre und der Klimawandel und in mancher Hinsicht das Einbringen neuartiger Substanzen, weil die betroffenen Systeme den Zustand des Erdsystems in geologischer Zeit steuern. Die Prozesse lassen sich auch unterscheiden danach, ob sie primär Resultat der Extraktion und Nutzung von Ressourcen sind (Änderung der Süßwassersysteme, Landnutzungsänderungen, Verlust der Integrität der Biosphäre) oder der Erzeugung von Abfallprodukten (die übrigen). Thematisch haben die Änderung von Süßwassersystemen, der Verlust der Integrität der Biosphäre, Änderungen biogeochemischer Kreisläufe und Landnutzungsänderungen mit der Biosphäre zu tun und beinhalten die Gefahr, mit lokalen Kippelementen globale auszulösen. Klimabezogene Prozesse sind Klimawandel, stratosphärischer Ozonabbau und die Versauerung der Ozeane.
In den Berichten bis 2015 schloss an den „sicheren Handlungsspielraum“ eine „Zone der Unsicherheit“ an, weil erstens die Grenzwerte aufgrund der komplexen Zusammenhänge nicht exakt bestimmt werden können und zweitens der Menschheit vor dem Erreichen einer planetaren Grenze noch Zeit zum Handeln bleiben soll. Zudem muss die Trägheit bestimmter Erdsystemprozesse (z. B. des Klimasystems) berücksichtigt werden, bei denen Änderungen Zeit benötigen, um wirksam zu werden. Es folgt die „gefährliche Zone“, in der eine hohe Wahrscheinlichkeit für die Beeinträchtigung des Erdsystems besteht. Die Überschreitung einer planetaren Grenze bedeutet somit nicht, dass als Konsequenz das Erdsystem beeinträchtigt wird, jedoch nimmt das Risiko mit dem Grad der Überschreitung der Grenze zu.
Im Bericht des Jahres 2023 wurden die „Zone der Unsicherheit“ und die „gefährliche Zone“ ersetzt durch eine Zone zunehmenden Risikos, die in eine Zone hohen Risikos übergeht. Mit diesen Bezeichnungen soll ausgedrückt werden, dass diese Zonen durch mehr als wissenschaftliche Unsicherheit voneinander abgegrenzt sind.

### Kontrollvariablen und Grenzwerte
Für neun Systeme bzw. Prozesse im Gesamtsystem der Erde wurden planetare Grenzen definiert. Dazu wurden Kontrollvariablen gewählt, die Indikatoren für den Zustand des betrachteten Prozesses oder Systems sind. Für die Kontrollvariablen wurden – ausgehend von Basiswerten des Holozän – Werte für die planetare Grenze und den Übergang von der Zone zunehmenden zu der hohen Risikos festgelegt. Die planetaren Grenzwerte orientieren sich an den Bedingungen, die im Holozän geherrscht haben: Eine Überschreitung stellt eine signifikante Abweichung dar und beinhaltet das Risiko einer Destabilisierung des jeweiligen Prozesses. Die Grenzen basieren auf wissenschaftlicher Modellierung, veröffentlichten Forschungsergebnissen und Experteneinschätzungen. Weil diese jedoch immer mit einer Unsicherheit verbunden sind, werden die Grenzwerte nach dem Vorsichtsprinzip auf das untere Ende des Unsicherheitsbereichs gelegt. Die Grenzwerte orientieren sich nur an biophysikalischen Kriterien; menschliche Bedürfnisse, Machbarkeitsüberlegungen oder Anforderungen fließen nicht ein.
Sechs der neun planetaren Grenzen sind überschritten, dort befindet sich die Menschheit in den Zonen zunehmenden und hohen Risikos. In den drei Dimensionen Versauerung der Ozeane, stratosphärische Ozonabbau und Süßwasserverbrauch sind die planetaren Grenzen noch nicht überschritten; die Versauerung der Ozeane nähert sich der planetaren Grenze. Die Bedeutung der Grenze und die Messgrößen werden im Anschluss für jede planetare Grenze im Einzelnen erläutert.
| Dimension                                  | Dimension                                                                          | Messgröße | Vorindustrieller Wert           | Planetare Grenze                   | Grenze zu hohem Risiko               | Wert (2023)                           | Zone                          |
| ------------------------------------------ | ---------------------------------------------------------------------------------- | --- | ------------------------------- | ---------------------------------- | ------------------------------------ | ------------------------------------- | ----------------------------- |
| Klimawandel                                | CO2-Konzentration in der Atmosphäre                                                | ppm | 280 ppm                         | ≤ 350 ppm                          | ≤ 450 ppm                            | 405 ppm                               | zunehmendes Risiko            |
| Klimawandel                                | Strahlungsantrieb                                                                  | Watt/Quadratmeter | 0 W⋅m−2                         | +1,0 W⋅m−2                         | +1,5 W⋅m−2                           | +2,91 W⋅m−2                           | Hochrisikosbereich            |
| Verlust der Integrität der Biosphäre       | Genetische Diversität                                                              | Aussterberate (Anzahl der Arten pro Million pro Jahr, E/MSY) | 1 E/MSY                         | 10 E/MSY                           | 100 E/MSY                            | > 100 E/MSY                           | Hochrisikobereich             |
| Verlust der Integrität der Biosphäre       | Funktionelle Diversität                                                            | Human Appropriation of Net Primary Production (% HANPP) | 1,9 % HANPP                     | 10 % HANPP                         | 20 % HANPP                           | 30 % HANPP                            | Hochrisikobereich             |
| Stratosphärischer Ozonabbau                | Stratosphärischer Ozonabbau                                                        | stratosphärische Ozon-Konzentration (Dobson-Einheiten, DU) | 290 DU                          | 276 DU                             | 261 DU                               | 284,6 DU                              | sicherer Bereich              |
| Versauerung der Ozeane                     | Versauerung der Ozeane                                                             | mittlere globale Aragonit-Sättigung in Oberflächenwasser (Omega-Einheiten) | 3,44                            | 2,752                              | 2,408                                | 2,8                                   | noch sicherer Bereich         |
| Veränderung in biogeochemischen Kreisläufe | Phosphorkreislauf                                                                  | global: Phosphoreintrag in Ozeane (Teragramm/Jahr) regional: Phosphoreintrag in Süßwassersysteme (Teragramm/Jahr) | global: 0 Tg/a regional: 0 Tg/a | global: 11 Tg/a regional: 6,2 Tg/a | global: 100 Tg/a regional: 11,2 Tg/a | global: 22,6 Tg/a regional: 17,5 Tg/a | Hochrisikobereich             |
| Veränderung in biogeochemischen Kreisläufe | Stickstoffkreislauf                                                                | Industrielle und beabsichtigte biologische Bindung von Stickstoff (Teragramm/Jahr) | 0 Tg/a                          | 62 Tg/a                            | 82 Tg/a                              | 190 Tg/a                              | Hochrisikobereich             |
| Landnutzungsänderung                       | Landnutzungsänderung                                                               | Anteil der ursprünglichen Waldfläche (global) | 100 %                           | 75 %                               | 54 %                                 | 60 %                                  | zunehmendes Risiko            |
| Veränderung in Süßwassersystemen           | blaues Wassers (Grundwasser und Oberflächenwasser)                                 | Anteil Landfläche mit gestörten Flussmengen | 9,4 %                           | 10,2 %                             | 50 %                                 | 18,2 %                                | zunehmendes Risiko            |
| Veränderung in Süßwassersystemen           | pflanzenverfügbares grünes Wassers (in landwirtschaftlichen und natürlichen Böden) | Anteil Landfläche mit gestörter Bodenfeuchtigkeit | 9,8 %                           | 11,1 %                             | 50 %                                 | 15,8 %                                | zunehmendes Risiko            |
| Atmosphärische Aerosolbelastung            | Atmosphärische Aerosolbelastung                                                    | Aerosol-optische Dicke (ohne Einheit) | 0,03                            | 0,1                                | 0,25                                 | 0,076                                 | sicherer Bereich              |
| Einbringung neuartiger Substanzen          | Einbringung neuartiger Substanzen                                                  | Eintrag aller neuartigen, vom Menschen erzeugten chemischen Verbindungen in die Umwelt, z. B. von Mikroplastik, genetisch modifizierten Organismen oder Atommüll, Prozentsatz mit unzureichenden Sicherheitsevaluation | 0                               | 0                                  | n. a.                                | unbekannt, ≫ 0                        | zunehmendes oder hohes Risiko |

### Klimawandel
Die planetare Grenze „Klimawandel“ zielt darauf ab, das Risiko klimatisch induzierter und potenziell irreversibler Änderungen des Erdsystems zu minimieren. Die Grenzsetzung berücksichtigt Störungen in regionalen Klimasystemen, Einflüsse auf wichtige Klimadynamikmuster wie die thermohaline Zirkulation sowie weitere Auswirkungen wie etwa den Anstieg des Meeresspiegels.
Das Konzept der planetaren Grenzen nutzt einen zweigeteilten Ansatz zur Grenzsetzung: Einerseits wird die atmosphärische CO2-Konzentration verwendet, andererseits auch der globale Strahlungsantrieb. Obwohl der Strahlungsantrieb eine umfassende Variable darstellt (die den gesamten anthropogenen Ausstoß berücksichtigt, der die Energiebilanz der Erde beeinflusst), wird weiterhin CO2 als zusätzliche Grenze festgelegt. Dies ist sowohl der langen Verweildauer der Moleküle in der Atmosphäre als auch der großen Menge an Emissionen durch den Menschen geschuldet.
Die planetare Grenze liegt für die CO2-Konzentration bei 350 ppm (Zone zunehmenden Risikos: 350–450 ppm), bei einer Konzentration von derzeit (2023) 417 ppm. Für den globalen Strahlungsantrieb wurde die Grenze auf +1,0 Watt pro Quadratmeter (W⋅m−2) im Vergleich zum vorindustriellen Zeitalter festgelegt (Zone zunehmenden Risikos: +1,1–1,5 W⋅m−2). Der weltweite Strahlungsantrieb wurde für 2023 auf 2,91 W⋅m−2 im Vergleich zum vorindustriellen Zeitalter beziffert. Demnach sind beide Werte und damit die planetare Grenzen „Klimawandel“ bereits überschritten.
Das Zwei-Grad-Ziel, das in der internationalen Klimapolitik als Klimaschutzleitplanke im Jahr 2015 mit dem Übereinkommen von Paris vereinbart wurde, halten die Verfasser der planetaren Grenzen nicht für ausreichend, um das Überschreiten von Kipppunkten im Klimasystem zu verhindern.

### Versauerung der Ozeane
Die planetare Grenze „Versauerung der Ozeane“ ist eng an die Grenze des Klimawandels gekoppelt: Die Ozeane dienen als Kohlenstoffsenke, sowohl durch direkte Lösung von CO2 im Wasser als auch durch Aufnahme von Kohlenstoff durch Wasserorganismen. Eine Zunahme des CO2-Gehalts in den Ozeanen führt zu einer Versauerung (Senkung des pH-Wertes) des oberen Meerwassers – dies ist gleichbedeutend mit der Abnahme der Konzentration von Karbonat-Ionen im Wasser. Zahlreiche Organismen, etwa Korallen oder Mollusken, benötigen jedoch gelöstes Kalziumkarbonat, woraus sie in Form von Aragonit oder Calcit ihre Schalen und/oder Skelettstrukturen bilden. Sinkt der Gehalt an Karbonat-Ionen im Wasser und damit die Sättigung an Kalziumkarbonat unter eins, löst sich das Kalziumkarbonat aus den Schalen der Meeresorganismen. Da Aragonit eine größere Löslichkeit als Calcit aufweist, betrachtet diese planetare Grenze den Sättigungswert an Aragonit im Meerwasser als entscheidende Größe (Ωarag).
Der Schwellwert für die Auflösung der Strukturen von Organismen liegt bei Ωarag = 1. Doch auch schon weit vor der Erreichung sind schwere Beeinträchtigungen der Organismen zu erwarten. Der vorgeschlagene Grenzwert soll daher bei 80 % des jährlich durchschnittlichen vorindustriellen Werts von Ωarag = 3,44 liegen. Es ist allerdings zu berücksichtigen, dass der Sättigungswert von Aragonit sowohl örtlich als auch zeitlich schwankt. Eine Studie aus dem Jahr 2015 beziffert den derzeitigen Wert (flächengewichtetes globales Jahresmittel) auf etwa 81 % des vorindustriellen Niveaus (Ωarag = 2,8). Die planetare Grenze ist fast erreicht und wird mit zunehmenden CO2-Emissionen überschritten werden. Einer 2025 veröffentlichten Analyse zufolge hatte die „Versauerung der Ozeane“ bereits 2020 ein Ausmaß erreicht, das außerhalb des sicheren Handlungsraums liegt.

### Stratosphärischer Ozonabbau
Ozon in der Stratosphäre filtert ultraviolettes Licht aus der Sonnenstrahlung. Für die Lebewesen auf der Erde ist dies von entscheidender Bedeutung, da es die DNA schädigen kann und dadurch krebserregend wirkt. Durch eine ausreichend stark ausgeprägte Ozonschicht werden bestimmte Wellenlängen des UV-Lichts gefiltert.
Bestimmte Substanzen führen zum Ozonabbau in der Stratosphäre und damit zu einer Verringerung der Schutzwirkung. Zu diesen gehören u. a. Fluorchlorkohlenwasserstoffe (FCKWs). Des Weiteren tragen natürliche Phänomene, wie etwa polare Stratosphärenwolken zu einem Ozonabbau bei. Die Stärke der Ozonschicht wird in DU, Dobson-Einheiten, gemessen. Bei einem Wert von unter 220 DU wird von einem Ozonloch gesprochen. Typischerweise treten die größten Ozonlöcher während des antarktischen Frühlings auf der Südhalbkugel auf, nachdem die über den Winter angereicherten ozonabbauenden Substanzen durch das Sonnenlicht im Frühling freigesetzt werden.
Die planetare Grenze bezieht sich auf die Gebiete außerhalb der Polarregion, da diese zwar von regionalen Auswirkungen betroffen sind, aber außerhalb der Region deutlich gravierendere Wirkungen auf Menschen und Ökosysteme zu erwarten sind. Als konkrete Zahl wird eine Grenze von 275 DU genannt, mit der Erweiterung, dass für jeden Breitengrad der Wert nicht unter 5 % des Vergleichsmittelwerts von 1964 bis 1980 liegen darf. Aktuelle Werte liegen außerhalb der Polarregionen deutlich über dem Grenzwert. Während des antarktischen Frühlings wird jedoch teilweise die 200-DU-Marke in den Polarregionen weit unterschritten.
Durch das Verbot von FCKW-Gasen im Montreal-Protokoll erholt sich die Ozonschicht seit 1989 stetig. Die Grenze des stratosphärischen Ozonabbaus ist damit ein erstes Beispiel dafür, dass nach einer einmaligen regionalen Überschreitung eine Rückkehr in den sicheren Handlungsraum durch menschliche Bemühungen möglich ist.

### Atmosphärische Aerosolbelastung
Aerosole in der Atmosphäre können sowohl Auswirkungen auf das Klimasystem als auch auf die menschliche Gesundheit haben. So beeinflussen sie die Wolkenbildung und den Treibhauseffekt über die Albedo, sind jedoch auch Ursache für die Entstehung sauren Regens. Beim Menschen verursachen Aerosole zudem Atemwegserkrankungen. Auch sind sie häufig nicht regional gebunden, sondern werden über große Entfernungen von der Entstehungs- zur Wirkungsstätte weitergeleitet. Eine quantifizierbare planetare Grenze wurde von Steffen und Rockström in ihrem ursprünglichen Beitrag im Jahr 2009 nicht festgelegt, da zu viele Unsicherheiten und Abhängigkeiten in der Entstehung und Wirkung eine Rolle spielen.
In ihrem überarbeiteten Beitrag zu den planetaren Grenzen von 2015 wurde die Messung der Aerosolbelastung über die Aerosol-optische Dicke (AOD) vorgeschlagen, ein Maß für die Abschwächung der Sonnenstrahlung beim Durchlaufen der Atmosphäre durch Partikel. Beispielmessungen in Südasien ergaben, dass die normale Aerosolbelastung einer AOD von 0,15 entspricht und durch menschliche Emissionen etwa durch Heizungen oder Verbrennungsmotoren auf ca. 0,4 ansteigt. Da ein Einfluss der Aerosole auf die Monsunregenereignisse in der Region ab einer AOD von 0,35 beobachtet werden konnte, wurde die Grenze (regional) auf 0,25 festgelegt. Mitte der 2010er-Jahre lagen die Werte für die Region bei 0,3 bis 0,4 und haben in zahlreichen Teilregionen eine steigende Tendenz, sodass diese Grenze ebenfalls als überschritten angesehen werden muss.
Der Bericht des Jahres 2023 gab die mittlere globale AOD mit 0,14 an, regional wurden deutlich größere Werte verzeichnet. Der Bericht definierte erstmals eine Kontrollvariable für diese Belastungsgrenze. Anstelle eines absoluten globalen Wertes wurde die jährliche mittlere Differenz zwischen der AOD der Nord- und der Südhalbkugel der Erde gewählt. Grund ist, dass aktuelle wissenschaftliche Berichte den Rückgang der Monsunniederschläge zwischen den 1950er- und 1980er-Jahren teilweise auf diese größer gewordene Differenz zurückführen. Als Grenze wurde eine AOD-Differenz von 0,1 festgelegt, als Zone zunehmenden Risikos 0,1–0,25. Diese Belastungsgrenze ist nicht überschritten.

### Veränderung biogeochemischer Kreisläufe
Phosphor und Stickstoff sind als Dünger in der Landwirtschaft, aber auch in der industriellen Nutzung nahezu unverzichtbar geworden. Der Einfluss auf die Ökosphäre, den die exzessive Ausbringung dieser Stoffe verursacht, soll in dieser Grenze quantifiziert werden.
Bereits in ihrem Beitrag zu den planetaren Grenzen von 2009 zogen Steffen et al. die Möglichkeit in Betracht, sowohl für den Phosphor- als auch für den Stickstoffkreislauf eine eigene Grenze festzulegen. Durch den engen Zusammenhang und die gegenseitige Beeinflussung der beiden Stoffströme wurde eine einzelne Grenze mit zwei Grenzwerten (jeweils für Stickstoff und Phosphor) geschaffen. Die ursprüngliche Bezeichnung „Störung der N- und P-Kreisläufe“ wurde in der Überarbeitung von 2015 durch die einfache Nennung der betrachteten Kreisläufe ersetzt, da in Zukunft nicht auszuschließen sei, dass weitere Elemente in dieser Grenze betrachtet werden müssen.

#### Phosphorkreislauf
Der erste Teil der Grenze der biogeochemischen Kreisläufe bezieht sich auf den Einfluss des Phosphors auf die Biosphäre. Phosphor ist zwar ein Abbauprodukt, gelangt unter natürlichen Umständen jedoch durch Witterungsprozesse in die biologischen Kreisläufe. In der ersten Fassung der planetaren Grenzen 2009 wurde der Phosphoreintrag in die Weltmeere als hauptsächliches Kriterium für die Grenze gesetzt. Mit ihm soll die Wahrscheinlichkeit für das Auftreten einer Sauerstoffverarmung der Ozeane (Ozeanisches anoxisches Ereignis, OAE) und damit ein Massenaussterben von Meereslebewesen verringert werden. Die Grenze von 11 Tg P yr−1 (Teragramm Phosphor pro Jahr) wurde dabei auf den zehnfachen Wert der natürlichen Witterungsrate festgelegt. Ein mögliches OAE soll damit erst in über 1000 Jahren wahrscheinlich werden. Als aktueller Wert wurde 2015 ein im Jahr 2011 geschätzter Wert angegeben, der etwa 22 Tg P yr−1 betrug.
Zusätzlich zum globalen Phosphoreintrag wurde im Beitrag aus dem Jahr 2015 eine regionale Grenze hinzugefügt. Sie soll auf kleinerer Ebene den Eintrag von Phosphor in Gewässer, hauptsächlich durch den Einsatz von Düngemitteln, begrenzen. Daher tragen vor allem die globalen Agrarflächen zu einem großen Teil der Phosphoreintragsrate bei. Die von den Wissenschaftlern festgelegte Grenze von 6,2 Tg P yr−1 an Eintrag in Süßwassersysteme wird mit Stand 2018 in zahlreichen Regionen bereits überschritten, teilweise schon um mehr als das Doppelte (> 14 Tg P yr−1).
Die Aktualisierung der planetaren Grenzen des Jahres 2023 behielt die globale und regionale Grenze für den Phosphoreintrag bei. Weil seit 2015 keine neueren Schätzungen des tatsächlichen Eintrags veröffentlicht worden waren, wurden 22 Tg P yr−1 als aktueller Wert beibehalten. Der regionale Wert wurde mit 17,5 Tg P yr−1 angegeben, auch wenn andere Schätzungen auf bis zu 32,5 Tg P yr−1 kamen. Sowohl die globale als auch die regionale planetare Grenze waren damit überschritten.

#### Stickstoffkreislauf
Der Stickstoffkreislauf wird durch zahlreiche anthropogene Prozesse beeinflusst. So wird atmosphärischer Stickstoff bei der Ammoniakherstellung gebunden, aber auch der Anbau stickstoffbindender Pflanzen (Leguminosen) trägt zu einer Stickstofffixierung bei. Durch die Verbrennung fossiler Brennstoffe und von Biomasse gelangt Stickstoff in die Atmosphäre. Die Auswirkungen von Stickstoff sind vielfältiger Natur und von der eingegangenen Verbindung abhängig. So trägt es etwa als Lachgas (N2O) als eines der stärksten klimawirksamen Gase direkt zum Treibhauseffekt bei. Als Nitrat (NO3−) sammelt es sich in Gewässern und Böden. Nitrat kann von bestimmten Bakterien zu Nitrit umgewandelt werden, das für zahlreiche Organismen giftig ist.
Die erste Fassung der planetaren Grenzen von 2009 schlug eine Leitplanke von 35 Mt pro Jahr für den globalen Stickstoffeintrags auf vor, ca. 25 % des damaligen Eintrags, ohne eine weitere wissenschaftliche Beurteilung. In der überarbeitetem Fassung des Jahres 2015 wurde die Grenze als „industrielle und beabsichtigte biologische Fixierung“ definiert und auf einen Wert von 62 Tg pro Jahr festgelegt. Damit übernahm es die Berechnungen von de Vries et al. (2013), die eine Grenze von 35 Tg pro Jahr aufgrund der Notwendigkeit für Stickstoff als Dünger in der Lebensmittelherstellung für nicht realisierbar erachten. Der reale Stickstoffeintrag wurde auf 150 Tg N yr−1 geschätzt, was die Überschreitung dieser Grenze um mehr als das Doppelte bedeutete.
Die Fassung des Jahres 2023 behielt die Grenzen der Vorversionen bei. Der tatsächliche Eintrag wurde anhand von Zahlen der Welternährungsorganisation mit 190 Tg N yr−1 angegeben, womit die Menschheit auch die Grenze zur Hochrisikozone um deutlich mehr als das Doppelte überschritten hatte.

### Veränderung in Süßwassersystemen
Der Wasserhaushalt hat einen großen Einfluss auf die Erdsystemfunktionen. Wasser hat einen Einfluss auf die Ernährungssicherheit und den Lebensraum vieler Arten. Weiterhin ist es für die Klimaregulierung von starker Bedeutung. Zur besseren Differenzierung unterscheidet das Konzept zwischen im Boden gespeichertem Wasser (sogenanntem grünem Wasser) sowie Oberflächen- und Grundwasser (sogenanntem blauem Wasser). Beide Arten von Wasser sind über den Wasserkreislauf eng verknüpft. So entsteht durch Verdunstung der Bodenfeuchte in der Atmosphäre Wasserdampf, der durch Niederschlag wieder in Seen und Flüssen zu blauem Wasser wird. Im Gegenzug wird durch Bewässerung blaues zu grünem Wasser. Eine Grenze zum Frischwasserverbrauch muss demnach so gesetzt werden, dass ausreichend grünes Wasser für den Erhalt der Bodenfeuchtigkeit und Anregung von Niederschlag vorhanden ist, gleichzeitig aber auch genügend blaues Wasser zum Erhalt der aquatischen Ökosysteme wie etwa Seen abfließt.
Als planetare Grenze des Frischwasserverbrauchs wurde ursprünglich zur Verringerung der Komplexität die verbrauchende Nutzung des blauen Wassers gewählt. Die Menge wurde dabei auf 4000 km³ pro Jahr festgesetzt. Die tatsächlichen Werte lagen bei einem Weltverbrauch von etwa 2600 km3/Jahr. Es wurde vorausgesagt, dass für die Nahrungsmittelproduktion der Verbrauch von Blauwasser für die Bewässerung bis 2050 um 400–800 km3/Jahr steigen wird. Ein Überschreiten dieser Grenze wurde demnach nicht erwartet.
Im Konzept von 2015 wurden weitere Einschränkungen zu dieser Grenze getroffen: Da Flüsse im Verlauf eines Jahres unterschiedlich viel Wasser führen, etwa aufgrund von Regen- und Trockenzeiten, wurde eine Obergrenze der Wasserentnahme in Prozent des durchschnittlichen monatlichen Durchflusses für verschiedene Zeiten festgelegt. So sollte in Zeiten geringer Durchflüsse maximal 25 % des durchschnittlichen monatlichen Durchflusses pro Monat entnommen werden, in Zeiten hoher Durchflüsse dürfen 55 % des durchschnittlichen monatlichen Durchflusses pro Monat entnommen werden. Damit soll erreicht werden, dass die abhängigen Ökosysteme auch in Trockenzeiten mit ausreichend Frischwasser versorgt werden können.
Im Jahr 2023 wurde die Grenze erneut überarbeitet, um Änderungen des gesamten Wasserkreislaufs über und an Land zu berücksichtigen. Zur Festlegung von Grenzen wurde für blaues Wasser der gesamte Wasserabfluss  herangezogen, für grünes Wasser die Bodenfeuchtigkeit in der Wurzelzone der Pflanzen. In beiden Fällen wurde die Kontrollvariable als Anteil des eisfreien Landes definiert, für das die Schwankungen größer sind als in vorindustrieller Zeit. Beide Grenzwerte – 10 % für blaues Wasser, 11 % für grünes – waren mit 18 % bzw. 16 % überschritten.

### Landnutzungsänderung
Ursprünglich bildete diese Grenze den Anteil der weltweit landwirtschaftlich genutzten Fläche ab. Ein zunehmender Anteil der eisfreien Landflächen wird für die Nahrungsmittel-, Futtermittel- und Energiepflanzenproduktion genutzt, häufig in Monokulturen. Die dabei entstehenden Nebeneffekte umfassen Einflüsse auf zahlreiche andere planetare Grenzen, wie etwa die Unversehrtheit der Biosphäre, die biogeochemischen Kreisläufe und die Süßwassernutzung. Grenzwert für den Anteil Agrarflächen an allen eisfreien Landflächen waren 15 %, wobei zum Stand der ersten Veröffentlichung 2009 bereits 12 % landwirtschaftlich genutzt wurden.
Im 2015 aktualisierten Konzept wurde der Fokus dieser Grenze auf den Anteil der waldbedeckten Fläche gelegt. Grund dafür ist die wichtige Rolle von Wäldern auf die Klimaregulierung, z. B. durch Verdunstungseffekte tropischer Regenwälder oder den Einfluss auf den Rückstrahleffekt borealer Nadelwälder. Da Wälder auch für nicht-landwirtschaftliche Nutzungen gerodet werden, zielt die Grenze auf den Anteil der bestehenden Waldflächen und nicht mehr auf den Anteil landwirtschaftlich genutzter Flächen. Konkret wurde die Grenze bei 85 % Bedeckungsanteil für tropische und boreale Wälder sowie bei 50 % Bedeckungsanteil für Wälder in gemäßigten Breiten gezogen. Zusätzlich zu diesen drei regionalen Grenzen wurde deren gewichteter Mittelwert von 75 % als globale Grenze herangezogen (als Anteil an der vorindustriellen globalen Waldfläche). Der Bericht des Jahres 2015 quantifizierten den Bedeckungsgrad auf 62 %, womit die Grenze bereits überschritten war. Die FAO bezifferte 2015 den jährlichen Verlust an Waldfläche auf etwa 0,13 %.
Die Aktualisierung des Jahres 2023 behielt die Grenzen bei. Auf Basis von Karten mit der klassifizierten Bedeckung der Landoberfläche ergab sich ein realer Wert, der in der Nähe des Wertes von 2015 lag, obwohl in den meisten Regionen die Entwaldung zugenommen hatte. Ursache waren wahrscheinlich veränderte Methoden und Technologien zur Ermittlung der waldbedeckten Fläche. In Amerika und Eurasien war die planetare Grenze überschritten.

### Verlust der Integrität der Biosphäre
Im ursprünglichen Konzept von 2009 wurde die Grenze des Biodiversitätsverlustes eingeführt. Große Änderungen in der biologischen Vielfalt können schwerwiegende Einflüsse auf die Erdsystemfunktionen haben. Viele Folgen, die durch das Aussterben bestimmter Arten oder Artengruppen (siehe z. B. Insektensterben und Vogelsterben) entstehen, können bisher allerdings nicht abgeschätzt werden, da die Verflechtungen und Abhängigkeiten in der Biosphäre sehr hoch sind. Es wird zudem erwartet, dass es bestimmte Kipppunkte gibt, bei deren Überschreitung das Gesamtsystem der Biosphäre kollabieren wird.
Zur Bestimmung des Biodiversitätsverlustes wurde die Aussterberate E/MSY (Extinctions per million species and year, dt. ausgestorbene Arten je Million Arten im Jahr) vorgeschlagen. Die Hintergrundsterberate – das Aussterben von Arten ohne menschliche Einflüsse – betrug entsprechend Schätzungen von Paläontologen etwa 0,1–1 E/MSY. Der Nachteil dieser Messgröße ist die geringe Genauigkeit sowie der Zeitversatz bei der Bestimmung.
Für eine differenziertere Betrachtung unterteilten Steffen et al. im Konzept von 2015 die planetare Grenze in die Subgrenzen „genetische Diversität“ und „funktionelle Diversität“.

#### Genetische Diversität
Sie umfasst die Vielfalt des gesamten genetischen Materials, aus der sich das Potenzial zukünftiger Entwicklungen neuen Lebens ergibt. Je mehr verschiedene genetische Arten vorhanden sind, desto höher ist durch einen vergrößerten Genpool die Chance der Lebewesen auf Anpassung an abiotische Änderungen in widerstandsfähiger Weise.
Zur Bestimmung der genetischen Vielfalt wird das Konzept der phylogenetischen Artenvielfalt (phylogenetic species variability – PSV) vorgeschlagen. Es gibt dabei an, inwieweit Arten phylogenetisch miteinander verwandt sind und kann daher als Maß für die Höhe der genetischen Diversität genommen werden. Da allerdings keine Daten auf globaler Ebene vorhanden sind, wurde auf die im Konzept von 2009 verwendete Aussterberate zurückgegriffen und die globale Grenze auf 10 E/MSY gelegt. Aktuelle Schätzungen gehen davon aus, dass seit der Industrialisierung die Aussterberate um mindestens das zehn- bis hundertfache auf 100–1000 E/MSY gestiegen ist, was einem Massenaussterben gleichzusetzen ist. Diese Einschätzung wurde 2023 bestätigt.

#### Funktionelle Diversität
Die funktionelle Diversität bildet die Funktionsfähigkeit der Biosphäre ab, die durch die Organismen sowie deren Verteilung und Eigenschaften in Ökosystemen gegeben wird.
Dazu wurde 2015 auf den Biodiversitäts-Intaktheits-Index (BII) als Kontrollgröße zurückgegriffen. Er gibt an, wie sich die Population infolge menschlicher Einflüsse, wie etwa Land- oder Ressourcennutzung, verändert hat. Dabei stellt ein BII von 100 % den vorindustriellen Zustand der Biosphäre dar. Menschliche Einflüsse können dabei den BII sowohl verringern als auch erhöhen, sodass theoretisch auch Werte über 100 % möglich sind. Die vorgeschlagene planetare Grenze wurde bei einem BII von 90 % gesetzt. Da jedoch der Zusammenhang von BII und den Reaktionen des Erdsystems nicht vollständig geklärt ist, wurde ein hohes Unsicherheitsband von 30 bis 90 % eingeführt. Bisher wurden Untersuchungen zu BII lediglich in Ländern im südlichen Afrika durchgeführt, wobei die Werte zwischen 69 % und 91 % bei einem Mittelwert von 84 % lagen.
Es ist aber nicht möglich, den BII direkt in Beziehung zu setzen zu biogeochemischen und energetischen Flüssen, die relevant für das Erdsystem sind. Unter anderem deswegen wurde in der Aktualisierung 2023 der Biodiversitäts-Intaktheits-Index durch eine Metrik auf Basis der Nettoprimärproduktion (NPP) ersetzt. Die NPP steht für den Energiefluss in die Biosphäre; Biome benötigen diesen Energiefluss um ihre ökologische Funktion im Erdsystem aufrechtzuerhalten. Im Verlauf des Holozän lag die NPP der terrestrischen Biosphäre relativ stabil bei 56 Gt C pro Jahr. Im Jahr 2020 betrug die NPP 65,8 Gt C pro Jahr. Der Anstieg ist auf die Düngewirkung der zunehmenden CO2-Konzentration in der Atmosphäre zurückzuführen und wäre ohne Änderungen der Landnutzung noch höher gewesen. Weil die Aufnahme von Kohlenstoff (C) in der Biosphäre eine wichtige Kohlenstoffsenke ist, die die globale Erwärmung dämpft, wird diese zusätzliche NPP nicht in die Belastungsgrenze mit einbezogen: Als Kontrollvariable wurde der Anteil der menschlichen Aneignung von NPP an der mittleren NPP vor Beginn der Industrialisierung gewählt (Human Appropriation of Net Primary Production, HANPP). Die planetare Grenze wurde auf einen Anteil von 10 % gelegt, die Hochrisikozone beginnt bei einer HANPP von 20 %. Die reale HANPP lag zu Beginn der 2020er-Jahre bei 30 % und damit im Hochrisikobereich.

### Einbringung neuartiger Substanzen
Die neunte planetare Grenze sollte ursprünglich die Belastung durch Chemikalien abdecken. Dazu wurden unter anderem radioaktive Elemente, Schwermetalle und eine Vielzahl organischer, menschengemachter Chemikalien gezählt. Durch ihre Einflüsse sowohl auf die menschliche Gesundheit direkt, als auch im Wechselspiel mit anderen planetaren Grenzen, wurde die Einführung einer eigenen Grenze für diese Substanzen gerechtfertigt. Die Quantifizierung eines Grenzwerts ist allerdings aufgrund der Vielzahl an weltweit gehandelten Chemikalien (ca. 85.000 in den USA, 100.000 in der Europäischen Union) praktisch nahezu unmöglich. Im Konzept der planetaren Grenzen von 2009 wurden daher lediglich Vorschläge für die Einführung einer solchen Grenze gegeben: entweder die Überwachung sehr mobiler Substanzen oder die Grenzfestlegung bestimmter Chemikalien aufgrund ihrer Wirkungen auf Gesundheitssysteme verschiedener Organismen.
In der überarbeiteten Veröffentlichung von 2015 werden zu den Chemikalien neu geschaffene und modifizierte Formen von Leben sowie Nanomaterialien und Mikroplastik gezählt. Daher schlugen die Verfasser eine planetare Grenze „Einbringung neuartiger Substanzen“ vor. Auch in der Überarbeitung wird keine quantifizierte Grenze festgelegt; vielmehr wurde die einer Zulassung und Freisetzung vorausgehende Prüfung vorgeschlagener Chemikalien auf folgende drei Punkte vorgeschlagen:
- Die Substanz hat einen Störeffekt auf Erdsystemprozesse.
- Der Störeffekt wird erst entdeckt, wenn es ein globales Problem geworden ist.
- Der Effekt ist nicht ohne Weiteres umkehrbar.

Auf Grundlage dieser Eigenschaften könnten bisher freigesetzte Substanzen geprüft und eine jeweilige Grenze gesetzt werden. Allerdings gibt es bisher keine Messung von Chemikalienbelastungen auf globaler Ebene, weshalb diese Grenze lediglich qualitative Maßnahmen zur Verringerung dieser Belastungen liefert.
Anfang 2022 veröffentlichte Linn M. Persson mit anderen den ersten Versuch einer quantifizierten Einbindung der novel entities in die Darstellung der planetaren Grenzen. Die Forschenden kommen zu dem Schluss, dass aktuelle Einbringungen die akzeptablen Grenzwerte weit überschritten haben. Die Erzeugung und Freisetzung neuartiger Substanzen liege weiter über den Kapazitäten zu ihrer Bewertung und Überwachung und sollte dringend verringert werden. Daran anknüpfend wurde in der Aktualisierung des Jahres 2023 die Grenze auf „wirklich neuartige Substanzen“ beschränkt, wie sie als Marker für das Anthropozän vorgeschlagen worden sind. Viele der hunderttausende synthetischer Chemikalien, die produziert und in die Umwelt freigesetzt werden, haben potentiell große, langanhaltende Wirkung auf Erdsystemprozesse. Es gibt aber oft wenig Wissen um ihre Wirkung, ihre Verwendung ist kaum reguliert. Die Menschheit ist schon mehrfach von unbeabsichtigten Folgen etwa der Verwendung von DDT oder Fluorchlorkohlenwasserstoffen überrascht worden. Daher werden im sicheren Handlungsraum solche Substanzen nur dann freigesetzt, wenn ihr Effekt auf das Erdsystem vorher gründlich untersucht worden ist. Die Menschheit bewegte sich 2023 weit außerhalb des so eingegrenzten sicheren Handlungsraums.

## Einfluss, Kritik und Weiterentwicklungen

### Einfluss
Im ersten Jahrzehnt nach der Veröffentlichung 2009 erreichte das Konzept der planetaren Grenzen weltweit großen Einfluss in der akademischen Debatte, für Forschungsprojekte und Politikempfehlungen. Die drei Publikationen erreichten bis 2020 in Summe über 7000 Zitationen im Web of Science. Johan Rockström, der das Konzept der planetaren Grenzen zusammen mit Will Steffen entwickelte, wurde für diese Leistung mit dem auch als „Nobelpreis für Umwelt“ bezeichneten Tyler Prize for Environmental Achievement ausgezeichnet.

### Regionale Heterogenität
In der ursprünglichen Veröffentlichung des Konzepts der planetaren Grenzen 2009 wurden lediglich globale Maßstäbe angenommen und globale Grenzen gesetzt. Dies ließ außer Acht, dass einige Prozesse eine große räumliche Heterogenität aufweisen (bspw. Stickstoff- und Phosphoreintrag). Daher konnten in einigen Regionen die Grenzwerte bereits überschritten werden, ohne dabei Auswirkungen auf die globalen Grenzen zu haben. In der Überarbeitung von 2015 wurde diese Kritik berücksichtigt: Es wurden „sub-globale“ Grenzen definiert, die im Einklang mit den globalen Grenzen liegen. Diese regionalen Grenzen besitzen nicht unbedingt dieselben Einheiten wie die globalen Grenzen und werden nicht in der grafischen Darstellung berücksichtigt, bieten jedoch eine Möglichkeit, das Ausmaß der Erdsystemnutzung auf regionaler Ebene zu beurteilen.

### Festlegung der Grenzwerte
Die Festlegung der Grenzwerte im Konzept der planetaren Grenzen berücksichtigt ausschließlich wissenschaftliche Überlegungen: Die Werte werden anhand der im Erdsysteme gegebenen Bedingungen von Wissenschaftlern ohne Einbeziehung weiterer Akteure identifiziert. De facto sind dies ganz überwiegend in Industrieländern tätige Naturwissenschaftler. Angesichts des Unsicherheitsbereichs eines „sicheren Handlungsraums“ ist die Festlegung letztlich aber auch eine Frage gesellschaftlicher Risikoaversität, wie schon die Verfasser der planetaren Grenzen betonen. Üblicherweise werden Ziele der Umweltpolitik in politischen Prozessen von dazu legitimierten Politikern verhandelt und vereinbart.
Das Konzept der Erdsystemziele (earth system targets) der sogenannten Earth Commission, einer internationalen Gruppe von Wissenschaftlern, greift das Konzept der planetaren Grenzen und ähnliche Konzepte auf und versucht unter anderem ihre Entwicklung institutionell breiter einzubetten.

### Vorschläge für eine zehnte Grenze
Mehrere Wissenschaftler schlagen zu den neun von Steffen und Rockström entwickelten planetaren Grenzen weitere Limitationen vor, die als zehnte Grenze bezeichnet werden. So schlägt der Ökologe Steve Running die Einführung der terrestrischen Pflanzenproduktion als messbare Größe und damit quantifizierbare Grenze vor. Die terrestrische Pflanzenproduktion (Netto-Primär-Pflanzenproduktion; NPP) umfasst dabei sämtliche pflanzliche Wachstumsprozesse, die auf der Landfläche der Erde stattfinden. Diese könnten durch Satellitenaufnahmen quantifiziert und bewertet werden. Die vorgeschlagene Grenze enthält Aspekte von vier Grenzen, die Steffen und Rockström postuliert haben: Landnutzungsänderung, Frischwasserverbrauch, Unversehrtheit der Biosphäre und biogeochemische Kreisläufe. Beeinflusst wird die NPP zweier ursprünglicher Grenzen, dem Klimawandel und der Einbringung neuartiger Substanzen. Running stellt heraus, dass von den 53,6 Pg terrestrischer Pflanzenproduktion pro Jahr lediglich noch 10 % zusätzlich für menschliche Nutzung zur Verfügung stehen, da entweder der Rest nicht zur Verfügung steht, weil es sich um geschütztes oder unzugängliches Land handelt, oder es sich um NPP durch Wurzelwachstum handelt und damit unnutzbar ist. Demnach ist die vorgeschlagene Grenze noch nicht überschritten, es gibt allerdings nur geringen Handlungsspielraum für die Zukunft.
Einen ähnlichen Ansatz verfolgen Casazza, Liu und Ulgiati. Sie schlagen vor, den Energieverbrauch der Menschheit als Kontrollgröße ihrer entwickelten zehnten Grenze einzuführen. Als limitierenden Faktor haben die Forscher ebenfalls die Nettoprimärproduktion herangezogen, allerdings berücksichtigen sie den energetischen Wert der NPP von 7,5 ⋅ 1013 W. Prognosen für die Zukunft zeigen starke Abweichungen voneinander, kamen aber zum Schluss, dass der derzeitige westliche Lebensstil nicht von allen für das Jahr 2050 geschätzten neun Milliarden Menschen geführt werden kann, ohne dass die Grenze überschritten werde.

### Umwelt-Fußabdrücke und planetare Grenzen
Verschiedene Studien untersuchten den Treibhausgas- und andere Umwelt-Fußabdrücke von Schweden, der Schweiz, der Niederlande, von Europa sowie der wichtigsten Volkswirtschaften der Erde, gestützt auf die Belastbarkeitsgrenzen des Planeten. Dabei wurden unterschiedliche methodische Ansätze verwendet. Als gemeinsames Ergebnis zeichnet sich ab, dass der Ressourcenverbrauch der wohlhabenden Staaten – hochgerechnet auf die Weltbevölkerung – mit mehreren Belastbarkeitsgrenzen des Planeten unvereinbar ist. Für die Schweiz gilt dies beispielsweise für den Treibhausgas-, den Biodiversitäts- und den Eutrophierungsfußabdruck (durch Stickstoff). Nicht gleichzusetzen, aber verwandt mit diesen Untersuchungen sind Vergleiche des ökologischen Fußabdrucks (in globalen Hektaren) mit der globalen Biokapazität.

### Gerechtigkeit, soziale Aspekte
Das Konzept der planetaren Grenzen ist von seinen Verfassern apolitisch gedacht. Die nur anhand biophysikalischer Kriterien festgelegten Grenzen definieren für die verschiedenen Bereiche endliche Budgets der Menschheit, für die sich die Frage stellt, wie die Ressourcen fair verteilt werden können. Thema des Frameworks sind nicht die regionalen Unterschiede der Ursachen und Folgen von Änderungen des Erdsystems, inter- und intranationale Gerechtigkeitsaspekte spielen keine Rolle.
Aus der Entwicklungsforschung und dem Globalen Süden weisen Stimmen darauf hin, dass manche Grenzen bestimmte politische Konsequenzen nahelegen. Beispielsweise könnte die globale Entwaldungsgrenze so verstanden werden, dass für schon seit langem vollzogene Landnutzungsänderungen kein politischer Handlungsbedarf gesehen wird. Das würde einen großen Teil der Fläche Europas betreffen, der schon seit langem entwaldet ist. Befürchtet wird, dass die Umsetzung des Konzepts das Wirtschaftswachstum und die potentielle Entwicklungsaussichten in Ländern Afrikas, Lateinamerikas und Asiens einschränken könnte.
Insgesamt besteht weitgehend Einigkeit, dass globale Gerechtigkeit und ökologische Nachhaltigkeit in Übereinstimmung gebracht werden müssen. Verschiedene Ansätze versuchen, planetare Grenzen mit einem sozialen Fundament und Gerechtigkeit zu verbinden, zum Beispiel das Donut-Modell oder das Konzept der sicheren und gerechten Erdsystemgrenzen (safe and just earth system boundaries) der Earth Commission.

### Das Donut-Modell

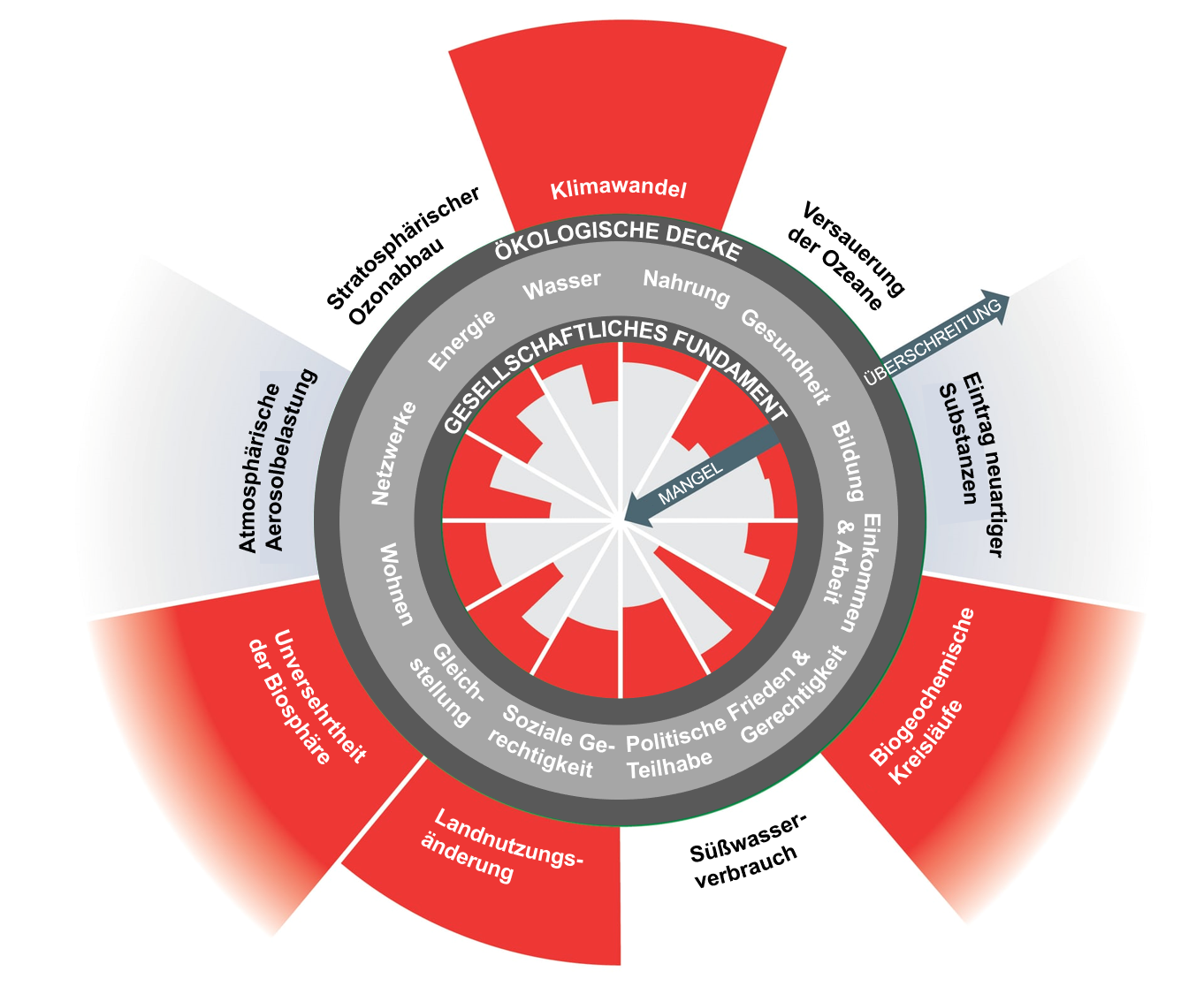
Das Donut-Modell von Kate Raworth mit visualisiertem Stand der Grenzen

Im Jahr 2012 veröffentlichte die Wirtschaftswissenschaftlerin und Oxfam-Mitarbeiterin Kate Raworth einen Diskussionsbeitrag, in dem sie die Beschränkung der planetaren Grenzen auf ökologische Dimensionen kritisierte. Als Erweiterung zur klassischen Darstellung der planetaren Grenzen schlug sie einen innen geöffneten Kreis vor, der an einen Donut erinnert. Nach innen zeigt das Modell den Mangel an sozialen und gesellschaftlichen Grundlagen, nach außen weiterhin die ökologischen Grenzen auf Basis von Steffen und Rockström. Die Kernaussage von Raworth zu ihrem Modell ist, dass es das Ziel der Menschheit sein müsse, „innerhalb des Donuts“ zu leben. Im Jahr 2018 veröffentlichte sie ihr Buch Die Donut-Ökonomie, in dem die wichtigsten sozialen Fundamente quantifiziert werden:
| Dimension                 | Messgröße | %  | Datenzeitraum |
| ------------------------- | --- | -- | ------------- |
| Nahrung                   | Unterernährte Bevölkerung | 11 | 2014–2016     |
| Gesundheit                | Bevölkerung in Ländern mit Kindersterblichkeitsrate (unter fünf Jahren) von mehr als 25 pro 1000 Lebendgeburten                                                                                            | 46 | 2015          |
| Gesundheit                | Bevölkerung, in Ländern mit einer Lebenserwartung bei Geburt von weniger als 70 Jahren | 39 | 2013          |
| Bildung                   | Analphabeten (Erwachsene ab 15 Jahre) | 15 | 2013          |
| Bildung                   | Kinder zwischen 12 und 15 Jahre ohne Zugang zu Schulbildung | 17 | 2013          |
| Einkommen und Arbeit      | Bevölkerung, die unter der internationalen Armutsgrenze von 3,10 USD am Tag lebt | 29 | 2012          |
| Einkommen und Arbeit      | Anteil der arbeitssuchenden 15- bis 24-Jährigen | 13 | 2014          |
| Frieden und Gerechtigkeit | Bevölkerung, die in Ländern lebt, die im Corruption Perceptions Index 50 oder weniger von 100 Punkten erreichen                                                                                            | 85 | 2014          |
| Frieden und Gerechtigkeit | Bevölkerung, die in Ländern mit einer Mordrate von 10 oder mehr pro 100.000 lebt | 13 | 2008–2013     |
| Politische Teilhabe       | Bevölkerung in Ländern mit einem Wert von 0,5 oder weniger von einer Gesamtpunktzahl von 1 im „voice and accountability index“                                                                             | 52 | 2013          |
| Soziale Gerechtigkeit     | Bevölkerung in Ländern mit einer Palma-Verhältniszahl von zwei oder mehr (wo also die reichsten 10 % der Menschen mindestens doppelt so viel Anteil am Bruttonationaleinkommen haben wie die ärmsten 40 %) | 39 | 1995–2012     |
| Gleichstellung            | Vertretungslücke zwischen Frauen und Männern in nationalen Parlamente | 56 | 2014          |
| Gleichstellung            | Weltweites Einkommensgefälle zwischen Frauen und Männern | 23 | 2009          |
| Wohnen                    | Globale städtische Bevölkerung, die in Slums in Entwicklungsländern lebt | 24 | 2012          |
| Netzwerke                 | Bevölkerung, die erklärt, dass sie ohne jemanden ist, auf den sie in schwierigen Zeiten zählen kann | 24 | 2015          |
| Netzwerke                 | Bevölkerung ohne Zugang zum Internet | 57 | 2015          |
| Energie                   | Bevölkerung ohne Zugang zu Elektrizität | 17 | 2013          |
| Energie                   | Bevölkerung ohne Zugang zu sauberen Kochstellen | 38 | 2013          |
| Wasser                    | Bevölkerung ohne Zugang zu Trinkwasser | 09 | 2015          |
| Wasser                    | Bevölkerung ohne Zugang zu sanitären Anlagen | 32 | 2015          |

Eine empirische Anwendung des Donut-Modells von O’Neill et al. zeigte, dass von 150 Ländern keines gleichzeitig die Grundbedürfnisse seiner Bürger deckt und ein global nachhaltiges Maß der Ressourcennutzung erreicht.

### Planetare Grenzen von Landwirtschaft und Ernährung
Die Bereiche Landwirtschaft und Ernährung sind global für die Überschreitung von vier der insgesamt neun betrachteten Belastungsgrenzen verantwortlich. Durch übermäßige Nährstoffeinträge in terrestrische und aquatische Ökosysteme kommt dabei dem Stickstoff- und Phosphorkreislauf die größte Bedeutung zu, gefolgt von einem übermäßigen Landnutzungswandel und Biodiversitätsverlust, der durch Landwirtschaft und Ernährung verursacht wird. Ernährung umfasst hierbei die Nahrungsmittelverarbeitung und den Handel sowie die Zubereitung von Nahrungsmitteln in Haushalten und Gastronomie. Ernährungsbedingte Umweltlasten sind für die Belastungsgrenzen der Süßwassernutzung, der Luftverschmutzung und der Ozonzerstörung in der Stratosphäre auf globaler Ebene nicht quantifiziert.
2019 stellten Forschende von PIK, SRC und Aalto-Universität die Planetary Health Diet vor, mit deren Vorgaben die Ernährung von bis zu 10 Milliarden Menschen möglich wäre, ohne planetare Grenzen zu reißen. Die nach Anbauregionen differenzierten Empfehlungen sehen durchschnittlich 2500 kcal als Tagesbedarf und beispielsweise die Reduzierung von Fleisch- und Zuckerkonsum zugunsten von Gemüse, Hülsenfrüchten und Nüssen vor.

### Konzept der planetarischen Leitplanken
Das Konzept der planetaren Grenzen liegt dem Hauptgutachten des Wissenschaftlichen Beirats der Bundesregierung Globale Umweltveränderungen (WBGU) von 2011 mit dem Titel Welt im Wandel – Gesellschaftsvertrag für eine Große Transformation zugrunde. Die dortigen planetarischen Leitplanken sind vom Grundaufbau vergleichbar mit den planetaren Grenzen.
| Dimension                                                         | Messgröße |
| ----------------------------------------------------------------- | --- |
| Globale Erwärmung auf 2 °C begrenzen                              | Die globalen CO2-Emissionen aus fossilen Quellen sollen bis etwa 2070 vollständig eingestellt werden.                                                 |
| Ozeanversauerung auf 0,2 pH-Einheiten begrenzen                   | Die globalen CO2-Emissionen aus fossilen Quellen sollen bis etwa 2070 vollständig eingestellt werden (dito Klimawandel).                              |
| Verlust biologischer Vielfalt und von Ökosystemleistungen stoppen | Die unmittelbaren anthropogenen Treiber des Verlusts biologischer Vielfalt sollen bis spätestens 2050 zum Stillstand gebracht werden.                 |
| Land- und Bodendegradation stoppen                                | Die Netto-Landdegradation soll bis 2030 weltweit und in allen Ländern gestoppt werden.                                                                |
| Gefährdung durch langlebige anthropogene Schadstoffe begrenzen    | |
| 12 Quecksilber                                                    | Die substituierbare Nutzung sowie die anthropogenen Quecksilberemissionen sollen bis 2050 gestoppt werden.                                            |
| 12 Plastik                                                        | Die Freisetzung von Plastikabfall in die Umwelt soll bis 2050 weltweit gestoppt werden.                                                               |
| 12 Spaltbares Material                                            | Die Produktion von Kernbrennstoffen für den Einsatz in Kernwaffen und für den Einsatz in zivil genutzten Kernreaktoren soll bis 2070 gestoppt werden. |
| Verlust von Phosphor stoppen                                      | Die Freisetzung nicht rückgewinnbaren Phosphors soll bis 2050 gestoppt werden, sodass seine Kreislaufführung weltweit erreicht werden kann.           |

Das Ozonloch wird nicht mehr als planetarische Leitplanke angesehen. Gleichlautend steht in Die Zeit: „Wir gehen […] davon aus, dass sich die Ozonschicht seit dem Verbot ozonzerstörender Substanzen nun allmählich erholen wird.“
Süßwasserverbrauch und Aerosole werden ebenfalls nicht als planetarische Leitplanken im Konzept des WBGU aufgelistet.